# تيم أندرسون (لاعب كرة قاعدة)
تيم أندرسون (بالإنجليزية: Tim Anderson)‏ هو لاعب كرة قاعدة أمريكي، ولد في 23 يونيو 1993 في توسكالوسا في الولايات المتحدة.

## وصلات خارجية
- تيم أندرسون على موقع دوري كرة القاعدة الرئيسي (الإنجليزية)
- تيم أندرسون على موقعبيزبول رفرنس.كوم (الدوري الرئيسي) (الإنجليزية)
- تيم أندرسون على موقعبيزبول رفرنس.كوم (الدوري الثانوي) (الإنجليزية)
- تيم أندرسون على موقع إي إس بي إن.كوم (أم.أل.بي) (الإنجليزية)
- تيم أندرسون على موقع مشجعي الرسوم البيانية (الإنجليزية)